# هر جور که شده (لگد نوجوان‌ها)
«هر جور که شده» تک‌آهنگی از وان دایرکشن است که در سال ۲۰۱۳ میلادی منتشر شد. این تک‌آهنگ در آلبوم خاطرات شبانه قرار داشت.
این تک‌آهنگ در چارت‌های، اسکاتلند، دانمارک، لهستان، بریتانیا در رتبه اول و در چارت‌های ایتالیا، استرالیا، اسپانیا، فلاندرز، نیوزلند، جزو ده ترانه اول قرار گرفت.